# Holmesina
Holmesina is een geslacht van uitgestorven gordeldierachtigen, dat in de verte verwant was aan bestaande gordeldieren, behorend tot de familie Pampatheriidae. Het was een herbivoor die tijdens het Laat-Plioceen en Pleistoceen op het Amerikaanse continent leefde en graasde op grove vegetatie; gordeldieren zijn meestal insecteneters of omnivoren. Dit dier voedde zich met planten. Net als gordeldieren, en in tegenstelling tot de andere uitgestorven tak van megafaunale cingulaten, de glyptodonten, bestond het pantser uit flexibele platen waardoor het dier gemakkelijker kon bewegen. 

## Verspreiding
Fossielen van Holmesina zijn met name gevonden in Florida en verder ook in andere Amerikaanse staten, Mexico, El Salvador, Costa Rica, Venezuela, Brazilië, Ecuador en Peru. Ze migreerden naar het noorden tijdens de uitwisseling van fauna en pasten zich goed aan aan Noord-Amerika, zoals de grondluiaards, glyptodonten, gordeldieren, capibara's en andere Zuid-Amerikaanse migranten. Hun fossielen worden gevonden van Brazilië tot de Verenigde Staten, voornamelijk in Texas en Florida.

## Kenmerken
Holmesina was bijna twee meter lang en woog meer dan 250 kilogram, terwijl het moderne reuzengordeldier niet meer dan 54 kilogram bereikt. 